# Manuel de Jesús Troncoso
Manuel de Jesús María Ulpiano Troncoso de la Concha (3 de abril de 1878 – 30 de mayo de 1955) fue un abogado y político dominicano. Fue rector de la Universidad de Santo Domingo -hoy Universidad Autónoma de Santo Domingo y ocupó diversos cargos ministeriales durante la dictadura de Rafael Trujillo, de la que fue un estrecho colaborador. Vicepresidente desde 1938-1940, accedió nominalmente a la presidencia (1940-1942) tras la muerte del presidente títere Jacinto Peynado, pasando en 1943 a presidir el Senado.
Manuel de Jesús Troncoso de la Concha, comparte con César Nicolás Penson el centro de la narración tradicionalista en la literatura dominicana. Escritor castizo y jugoso, dueño de una prosa ágil que no alcanza gran elevación, pero que fluye siempre con facilidad y se reparte en periodos llenos de movimiento y de soltura, logró dar a sus narraciones el mismo tono ameno y fluido de su conversación que fue verdaderamente asombroso.
Escribió con la misma fluidez que supo emplear para discurrir familiarmente, sobre sucedidos hechos históricos y sobre hechos anecdóticos de la vida dominicana. Escribía como hablaba, cosa extraña en un hombre de gran cultura que pudo haber trasladado remedos y reminiscencias de otros estilos a su obra literaria.
El "Anecdotario dominicano de tiempos pasados" que publicó en la prensa nacional, con el seudónimo de "Juan Buscón", es notable por la extraordinaria riqueza de referencias que contiene acerca de la vida de los personajes más importantes y sobre los tipos más pintorescos del país, durante el pasado siglo y durante gran parte de la centuria pasada.
Fue apresado el 22 de julio de 1930 y paseado esposado por la Calle El Conde sin que se le formularan acusaciones.
En su libro "Narraciones Dominicanas", editado en 1946, incluyó sus mejores tradiciones, tales como "El Misterio de Don Marcelino", "La Virgen de las Mercedes y los dominicanos de tiempo pasados", apareció en "La Nación", durante varios años, especialmente en 1943 y 1944.